# 西舘勇陽
西舘 勇陽（にしだて ゆうひ、2002年3月11日 - ）は、岩手県二戸郡一戸町出身のプロ野球選手（投手）。右投右打。読売ジャイアンツ所属。

## 経歴

### プロ入り前
一戸町立一戸南小学校で3年生の時に野球を始め、一戸町立一戸中学校では軟式野球部に所属していた。
花巻東高等学校では1年夏からベンチ入りし、同校OBの菊池雄星や大谷翔平に次ぐ「新怪物候補」として注目されたが、腰痛に苦しんだ。2年春の第90回記念選抜高等学校野球大会に出場し、大阪桐蔭との準々決勝で大会初登板するも7失点し、チームも大敗した。同年夏の第100回全国高等学校野球選手権記念大会にも出場し、下関国際との初戦で延長10回に勝ち越された直後に救援登板したが、チームはそのまま敗れた。3年夏の岩手大会では当時の自己最速を更新する149km/hを計測した。同大会決勝は佐々木朗希率いる大船渡と対戦だったが佐々木は登板無くチームは優勝し、第101回全国高等学校野球選手権大会に出場。鳴門との初戦で3回から救援登板するも6失点し、チームは敗れた。
高校卒業後は中央大学法学部法律学科へ進学。2年秋のリーグ戦の後から、走者がいなくても常時クイックモーションで投げるスタイルに変更し、安定感が増した。3年春のプレーオフで自己最速となる155km/hを計測し、同年秋のリーグ戦では63回1/3を投げて5勝を記録し、ベストナインに選出された。大学の3学年上に牧秀悟、五十幡亮汰、2学年上に古賀悠斗、1学年上に森下翔太、北村恵吾、同期に石田裕太郎がいる。
2023年9月19日にプロ志望届を提出した。
2023年10月26日に開催された「ドラフト会議」において、1巡目で読売ジャイアンツと北海道日本ハムファイターズから1位指名を受け、読売ジャイアンツ監督で大学の先輩にあたる阿部慎之助と北海道日本ハムファイターズ監督の新庄剛志の両者によるクジ引きの結果、阿部が選択確定のクジを引き当てて西舘の入団交渉権を獲得した。11月15日に契約金1億円プラス出来高5000万円、年俸1600万円（金額はいずれも推定）で仮契約した。背番号は17。担当スカウトは円谷英俊。

### 巨人時代
2024年の春季キャンプでは先発投手として調整していたものの開幕直前にリリーフ起用が決定した。3月29日の阪神タイガースとの開幕戦で7回にリリーフとしてプロ初登板し、坂本誠志郎から初奪三振を奪うなど三者凡退に抑え、プロ初ホールドも記録した。4月25日の中日ドラゴンズ戦まですべて無失点での開幕から10試合連続ホールドを記録した。4月26日の横浜DeNAベイスターズ戦で1点リードの8回から登板したが、2本の適時打で初失点を喫しホールド記録が途切れるとともに初の敗戦投手となった。5月26日の阪神タイガース戦では、0-1で迎えた9回表に岡本和真が同点となる本塁打を放ち、同回裏から登板して1回を抑えると、同点延長の10回にチームが勝ち越したためプロ初の勝利投手となった。26試合に登板し1勝2敗19ホールド、防御率3.57を記録していたが、6月は月間防御率7.71と調子を落としており6月30日に出場選手登録を抹消された。二軍降格後は先発起用の方針が示され、正式に7月下旬より先発投手としてイースタン・リーグで3試合に登板。8月16日のDeNA戦で一軍でのプロ初先発が予定されていたが、台風接近により試合が中止となった。延期を経て8月23日の中日戦でプロ初先発をしたものの、5回4失点で敗戦投手となり再度二軍降格となった。二軍では9月までに先発9試合を含む10試合に登板して防御率1.40・奪三振率12.57を記録して9月29日に再度一軍へ昇格した。昇格当日の東京ヤクルトスワローズ戦では6回から一軍では3か月ぶりとなるリリーフ登板をすると3回を投げ1安打6奪三振無失点と好投し、さらに20ホールド目も記録した。最終的なリーグ成績は28試合の登板で1勝3敗1セーブ20ホールド、防御率3.82であった。シーズン終了後の11月には、又木鉄平とともにプエルトリコのウィンターリーグ・リーガ・デ・ベイスボル・プロフェシオナル・ロベルト・クレメンテに参加。カングレへーロス・デ・サントゥルセに所属した。

## 選手としての特徴
走者がいなくてもセットポジションからクイックモーションで投球し、最速155km/hのストレートと、カットボール、スプリット、スライダー、カーブを操る。投球動作開始からキャッチャーが捕球するまで平均1.1秒と「超速クイック」と報道されている。

## 詳細情報

### 年度別投手成績
| 年 度     | 球 団     | 登 板 | 先 発 | 完 投 | 完 封 | 無 四 球 | 勝 利 | 敗 戦 | セ 丨 ブ | ホ 丨 ル ド | 勝 率 | 打 者 | 投 球 回 | 被 安 打 | 被 本 塁 打 | 与 四 球 | 敬 遠 | 与 死 球 | 奪 三 振 | 暴 投 | ボ 丨 ク | 失 点 | 自 責 点 | 防 御 率 | W H I P |
| --------- | --------- | ----- | ----- | ----- | ----- | -------- | ----- | ----- | -------- | ----------- | ----- | ----- | -------- | -------- | ----------- | -------- | ----- | -------- | -------- | ----- | -------- | ----- | -------- | -------- | ------- |
| 2024      | 巨人      | 28    | 1     | 0     | 0     | 0        | 1     | 3     | 1        | 20          | .250  | 126   | 30.2     | 22       | 2           | 14       | 0     | 0        | 25       | 0     | 0        | 14    | 13       | 3.82     | 1.17    |
| 通算：1年 | 通算：1年 | 28    | 1     | 0     | 0     | 0        | 1     | 3     | 1        | 20          | .250  | 126   | 30.2     | 22       | 2           | 14       | 0     | 0        | 25       | 0     | 0        | 14    | 13       | 3.82     | 1.17    |

- 2024年度シーズン終了時

### 年度別守備成績
| 年 度 | 球 団 | 投手  | 投手  | 投手  | 投手  | 投手  | 投手     |
| 年 度 | 球 団 | 試 合 | 刺 殺 | 補 殺 | 失 策 | 併 殺 | 守 備 率 |
| ----- | ----- | ----- | ----- | ----- | ----- | ----- | -------- |
| 2024  | 巨人  | 28    | 1     | 6     | 0     | 0     | 1.000    |
| 通算  | 通算  | 28    | 1     | 6     | 0     | 0     | 1.000    |

- 2024年度シーズン終了時

### 記録
初記録
投手記録
- 初登板・初ホールド：2024年3月29日、対阪神タイガース1回戦（東京ドーム）、7回表に2番手で救援登板、1回無失点[20][19]
- 初奪三振：同上、7回表に坂本誠志郎から空振り三振[19]
- 初勝利：2024年5月26日、対阪神タイガース12回戦（阪神甲子園球場）、9回裏に4番手で救援登板、1回無失点[23]
- 初セーブ：2024年5月31日、対埼玉西武ライオンズ1回戦（ベルーナドーム）、9回裏に3番手で救援登板・完了、1回無失点[37]
- 初先発登板：2024年8月23日、対中日ドラゴンズ20回戦（東京ドーム）、5回4失点で敗戦投手[38]
- 初先発勝利：2025年6月11日、対福岡ソフトバンクホークス2回戦（みずほPayPayドーム福岡）、7回3失点[39]

打撃記録
- 初打席：2024年8月23日、対中日ドラゴンズ20回戦（東京ドーム）、2回裏に福谷浩司から投併殺打

その他の記録
- 新人の10試合連続ホールド ※プロ野球タイ記録、田島慎二と並び史上2人目[21]
- 新人の開幕から10試合連続ホールド ※プロ野球記録[21]

### 背番号
- 17（2024年[15] - ）